# Julien Seron
Pour les articles homonymes, voir Seron.

a Compétitions nationales et continentales officielles uniquement.

Julien Seron, né le 1er novembre 1983, est un joueur et entraîneur français de rugby à XV qui joue au poste de demi de mêlée.

## Biographie

### Carrière de joueur

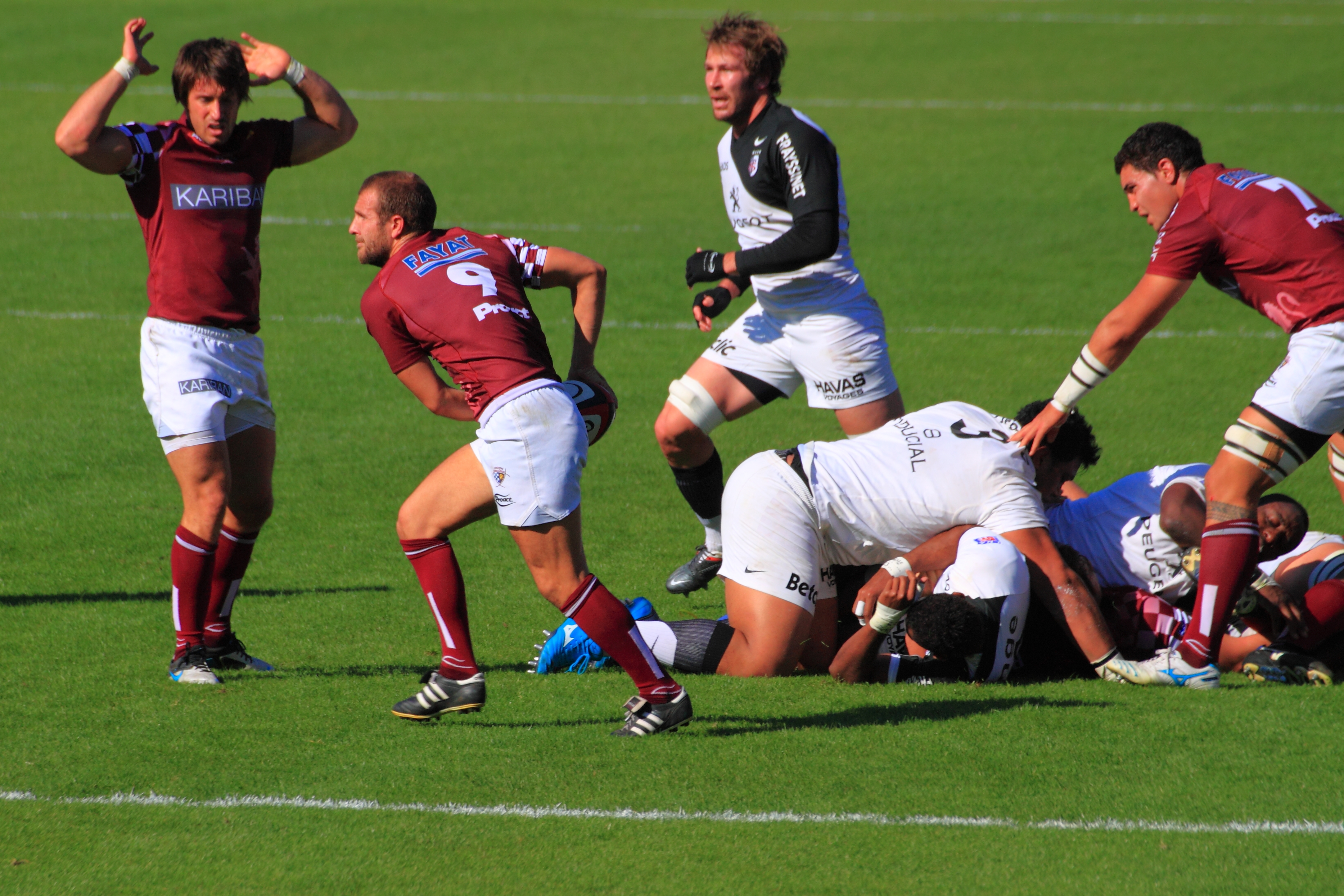
Julien Seron avec l'Union Bordeaux Bègles face au Stade toulousain en 2011.

Julien Seron joue successivement au RC Narbonne, à l'Union Bordeaux Bègles, à l'US Carcassonne, et au Castres olympique.
Le 16 février 2017, l'US Carcassonne annonce son retour au club pour les deux prochaines saisons.

### Reconversion en tant qu'entraîneur
Embêté par une blessure au genou, il entre en décembre 2017 dans le staff du club, dirigé par Christian Labit, pour remplacer l'entraîneur des arrières Nicolas Nadau, contraint de se retirer de l'encadrement pour des raisons médicales,.
Après son départ de l'US Carcassonne, Julien Seron revient au RC Narbonne, qui fut le premier club de sa carrière de joueur. Il officiera en tant que manager du club de Pro D2. Lors de la saison 2022-2023, Julien Seron prolonge avec le club orange et noir pour trois saisons. À l'issue de la saison 2023-2024, son équipe parvient à atteindre la finale du championnat.
Le 15 mai 2025, le RC Narbonne se sépare de Julien Seron et son staff après un nouvel échec, cette fois-ci en demi-finale du championnat.

## Carrière en tant qu'entraîneur
| Saison      | Club           | Division  | Poste             | Classement                 | Coupe d'Europe | Challenge européen |
| ----------- | -------------- | --------- | ----------------- | -------------------------- | -------------- | ------------------ |
| 2017 - 2018 | US Carcassonne | Pro D2    | Arrières - Joueur | 14e                        | -              | -                  |
| 2018 - 2019 | US Carcassonne | Pro D2    | Arrières          | 11e                        | -              | -                  |
| 2019 - 2020 | US Carcassonne | Pro D2    | Arrières          | 10e (arrêt du championnat) | -              | -                  |
| 2020 - 2021 | US Carcassonne | Pro D2    | Arrières          | 8e                         | -              | -                  |
| 2021 - 2022 | RC Narbonne    | Pro D2    | Manager           | 16e                        | -              | -                  |
| 2022-2023   | RC Narbonne    | Nationale | Manager           | 7e                         | -              | -                  |
| 2023-2024   | RC Narbonne    | Nationale | Manager           | 2e                         | -              | -                  |
| 2024-2025   | RC Narbonne    | Nationale | Manager           | 2e                         | -              | -                  |